# Nekrolog 3. Quartal 1917
Nekrolog
◄◄
| ◄
| 1913
| 1914
| 1915
| 1916
| 1917 | 1918 | 1919 | 1920 | 1921 | ► | ►►
1. Quartal |
2. Quartal |
3. Quartal |
4. Quartal 1917
Weitere Ereignisse | Allgemeiner Nekrolog 1917
Die Beschreibung der verstorbenen Person sollte so kurz wie möglich gehalten sein und nur deren signifikante Tätigkeit(en) enthalten.
Neue Namen ggf. auch unter dem Geburts- und Sterbedatum, also etwa unter 1. Januar und im Geburts- und Sterbejahr (2024) eintragen (nur bei entsprechender großer Wichtigkeit). Für Beispiele siehe die schon vorhandenen Artikel.
Außerdem über die fünf zuletzt Verstorbenen, zu denen es einen ausreichend guten Artikel für eine Präsentation auf der Hauptseite gibt, nach der todesbedingten Überarbeitung der Artikel ggf. auch unter Wikipedia Diskussion:Hauptseite informieren und sie am besten auch in den anderen Wikipedia-Sprachversionen eintragen. Tipp: Regelmäßig bei news.google.de nach „ist tot“, „gestorben“ oder „verstorben“ suchen.
Wenn eine Person gestorben ist, gibt es viele Seiten zu dieser Person in der Wikipedia, die davon auch betroffen sind und entsprechend aktualisiert werden müssen. Beispiele: Namenübersichtsseite, Geburtsjahr, Geburtsort-Seiten und viele mehr.
Wie finde ich die betroffenen Seiten?
Im Suchfeld auf der linken Seite gibt man den Suchbegriff so ein: „Vorname Nachname“. Dann klickt man auf Volltext und alle Seiten mit entsprechendem Suchtext werden aufgerufen. Hier sieht man dann schnell, wo auch das Todesjahr Sinn macht oder sogar ein Teil des Artikels angepasst werden muss. Auch hilft das „Werkzeug“ auf der linken Seite sehr gut, um solche Seiten aufzufinden: „Links auf diese Seite“. Somit ist die Wikipedia wieder aktuell in allen Bereichen! Hinweis: bei Eintragung der Kategorie „Gestorben JAHR“ wird der Missbrauchsfilter 49 ausgelöst, was jedoch nicht schlimm ist. Siehe: Spezial:Missbrauchsfilter/49
Dies ist eine Liste von im dritten Quartal 1917 verstorbenen bekannten Persönlichkeiten. Die Einträge erfolgen innerhalb der einzelnen Daten alphabetisch sortiert. Tiere sind im Nekrolog für Tiere zu finden.

## Juli
| Tag      | Name                                | Beruf, bekannt als                                                                                         | Alter | Beleg |
| -------- | ----------------------------------- | --- | ----- | ----- |
| 1. Juli  | Julius Falkenstein                  | deutscher Arzt und Afrikareisender                                                                         | 75    |       |
| 1. Juli  | Titu Maiorescu                      | rumänischer Rechtsanwalt, Literaturkritiker, Schriftsteller, Philosoph und Politiker                       | 77    |       |
| 1. Juli  | Franz Moldenhauer                   | deutscher Pädagoge, Historiker und Politiker                                                               | 68    |       |
| 1. Juli  | Carl Christian Reindorf             | ghanaischer Pastor der Basler Mission und Schriftsteller                                                   | 83    |       |
| 1. Juli  | G. D. Shands                        | US-amerikanischer Politiker                                                                                | 72    |       |
| 2. Juli  | Gerald Horsley                      | britischer Architekt, Zeichner und Illustrator                                                             | 54    |       |
| 2. Juli  | William Stevenson Hoyte             | englischer Organist, Komponist und Musikpädagoge                                                           | 72    |       |
| 2. Juli  | William H. Moody                    | US-amerikanischer Politiker und Jurist                                                                     | 63    |       |
| 2. Juli  | Eduard von Sazenhofen               | deutscher Politiker (Zentrum), MdR                                                                         | 86    |       |
| 2. Juli  | Herbert Beerbohm Tree               | englischer Theaterschauspieler                                                                             | 63    |       |
| 2. Juli  | Adolf Ferdinand Weinhold            | deutscher Physiker und Chemiker                                                                            | 76    |       |
| 3. Juli  | Anna Blum                           | Funktionärin des Badischen Frauenvereins und Stifterin von Frauenhilfseinrichtungen im Großherzogtum Baden | 73    |       |
| 3. Juli  | Albert Eulenburg                    | deutscher Arzt und Wissenschaftler                                                                         | 76    |       |
| 3. Juli  | Zoltán Speidl                       | ungarischer Leichtathlet und Fußballschiedsrichter                                                         | 37    |       |
| 4. Juli  | Johan Hendrik Caspar Kern           | niederländischer Orientalist (Sanskritist und Indologist)                                                  | 84    |       |
| 4. Juli  | Friedrich von Puteani               | tschechischer Landschafts- und Genremaler                                                                  | 68    |       |
| 5. Juli  | Emil Goeldi                         | Schweizer Naturforscher und hauptsächlich in Brasilien tätig                                               | 57    |       |
| 5. Juli  | Percival Molson                     | kanadischer Sportler                                                                                       | 36    |       |
| 5. Juli  | Felix Rosenfeld                     | deutscher Archivar und Historiker                                                                          | 45    |       |
| 5. Juli  | Carl Schwalb                        | deutschböhmischer Lehrer und Autor                                                                         | 74    |       |
| 5. Juli  | Michail Tatartschew                 | bulgarischer Chirurg und Revolutionär                                                                      |       |       |
| 6. Juli  | Rudolf Sachtleben                   | deutscher Chemiker und Unternehmer                                                                         | 60    |       |
| 7. Juli  | Afinogen Jakowlewitsch Antonowitsch | russischer Ökonom und Statistiker                                                                          |       |       |
| 7. Juli  | Adolphe Chenevière                  | Schweizer Schriftsteller und Romanist                                                                      | 62    |       |
| 7. Juli  | David Emmons Johnston               | US-amerikanischer Politiker                                                                                | 72    |       |
| 7. Juli  | Carlos Mauricio Morales             | spanischer Weinfabrikant und Bürgermeister                                                                 |       |       |
| 7. Juli  | Rudolf Winkler                      | deutschbaltischer Geistlicher                                                                              | 61    |       |
| 8. Juli  | Alexander McKay                     | schottisch-neuseeländischer Geologe und Mineraloge                                                         | 76    |       |
| 8. Juli  | Tom Thomson                         | kanadischer Maler                                                                                          | 39    |       |
| 8. Juli  | Joaquim José Vieira                 | brasilianischer Geistlicher, römisch-katholischer Bischof von Ceará                                        | 81    |       |
| 8. Juli  | Peter von Wiedenmann                | bayerischer Offizier, zuletzt General der Artillerie                                                       | 70    |       |
| 9. Juli  | Seldon Connor                       | US-amerikanischer Politiker, Gouverneur von Maine                                                          | 78    |       |
| 9. Juli  | Wilhelm Langheld                    | deutscher Offizier und Kolonialverwalter                                                                   | 50    |       |
| 9. Juli  | Erich Lehmann                       | deutscher Leichtathlet                                                                                     | 26    |       |
| 9. Juli  | August Schluga von Rastenfeld       | österreichischer Offizier und deutscher Spion                                                              |       |       |
| 10. Juli | Heinrich Boos                       | Schweizer Historiker                                                                                       | 66    |       |
| 10. Juli | Moriz Hoernes                       | österreichischer Prähistoriker                                                                             | 65    |       |
| 10. Juli | Viktor Hötter                       | deutscher Kurzstreckenläufer                                                                               | 22    |       |
| 10. Juli | Bernhard Kuhse                      | deutscher Lehrer, Pionier des Wanderruderns                                                                | 61    |       |
| 11. Juli | Mike Glover                         | US-amerikanischer Boxer im Weltergewicht                                                                   | 26    |       |
| 11. Juli | Robert Münzel                       | deutscher Klassischer Philologe und Bibliothekar                                                           | 57    |       |
| 11. Juli | Charles Horton Peck                 | amerikanischer Mykologe                                                                                    | 84    |       |
| 12. Juli | Heinrich von Gablenz                | preußischer Generalmajor                                                                                   | 72    |       |
| 12. Juli | Hugo Fürst von Radolin              | deutscher Fideikommissherr, Diplomat und Hofbeamter                                                        | 76    |       |
| 12. Juli | Hugo Simberg                        | finnischer Maler und Graphiker                                                                             | 44    |       |
| 12. Juli | Agustín Stahl                       | puerto-ricanischer Arzt, Ethnologe, Zoologe und Botaniker                                                  | 75    |       |
| 13. Juli | James Dwight                        | US-amerikanischer Tennisspieler                                                                            | 64    |       |
| 13. Juli | Oskar Telke                         | deutscher Mediziner                                                                                        | 68    |       |
| 14. Juli | Ludvig Drescher                     | dänischer Fußballtorhüter                                                                                  | 35    |       |
| 14. Juli | Octave Lapize                       | französischer Radrennfahrer                                                                                | 29    |       |
| 14. Juli | Karl Mathis                         | deutscher Jurist und Politiker                                                                             | 71    |       |
| 14. Juli | Anders Thiset                       | dänischer Historiker, Genealoge, Heraldiker, Enzyklopädist und Archivar                                    | 67    |       |
| 15. Juli | Heinrich I. von Hanau-Hořovice      | deutscher politischer Schriftsteller                                                                       | 74    |       |
| 15. Juli | Hermann Loretz                      | deutscher Geologe und Paläontologe                                                                         | 80    |       |
| 15. Juli | Josef Schulz                        | tschechischer Architekt                                                                                    | 77    |       |
| 15. Juli | Georg Schumacher                    | deutscher Politiker (SPD), MdR                                                                             | 72    |       |
| 15. Juli | Georg Carl Maria von Seidlitz       | deutsch-baltischer Entomologe und Arzt                                                                     | 77    |       |
| 15. Juli | Wenzel Stahl                        | österreichischer Politiker (Deutsche Agrarpartei) und Landwirt                                             | 52    |       |
| 16. Juli | Harry Sibthorpe Barlow              | englischer Tennisspieler                                                                                   | 57    |       |
| 16. Juli | Otto Braunfels                      | Bankier, Mäzen, Politiker                                                                                  | 75    |       |
| 16. Juli | Fritz von Friedlaender-Fuld         | deutscher Montan-Unternehmer                                                                               | 58    |       |
| 16. Juli | Johann Peitler                      | österreichischer Politiker                                                                                 | 79    |       |
| 16. Juli | Philipp Scharwenka                  | deutscher Komponist und Musikpädagoge                                                                      | 70    |       |
| 17. Juli | Gustav Denhardt                     | deutscher Afrikaforscher                                                                                   | 61    |       |
| 17. Juli | Eduard Francke                      | deutscher Jurist und Politiker (NLP), MdR                                                                  | 75    |       |
| 17. Juli | Giuseppe Veronese                   | italienischer Mathematiker                                                                                 | 63    |       |
| 19. Juli | Franz Arndt                         | deutscher evangelischer Theologe und Pfarrer                                                               | 68    |       |
| 20. Juli | Otto Brandis                        | deutscher Richter                                                                                          | 60    |       |
| 20. Juli | Jesse Benedict Carter               | amerikanischer Klassischer Philologe und Religionswissenschaftler                                          | 45    |       |
| 20. Juli | Jacob Augustus Geissenhainer        | US-amerikanischer Politiker                                                                                | 77    |       |
| 20. Juli | Maximilian von Laffert              | sächsischer General der Kavallerie im Ersten Weltkrieg                                                     | 62    |       |
| 20. Juli | Iwan von Müller                     | deutscher klassischer Philologe und Pädagoge                                                               | 87    |       |
| 20. Juli | Josef Pop                           | tschechisch-österreichischer Verwaltungsbeamter, Politiker und Minister                                    | 68    |       |
| 20. Juli | Ignaz Sowinski                      | österreichischer Architekt                                                                                 | 58    |       |
| 21. Juli | Käthe van Beeker                    | deutsche Schriftstellerin                                                                                  | 54    |       |
| 22. Juli | Roger von Boch-Galhau               | deutscher Unternehmer, Generaldirektor der Villeroy & Boch Keramische Werke                                | 43    |       |
| 22. Juli | François Cyrille Grand’Eury         | französischer Paläobotaniker, Geologe und Bergbauingenieur                                                 | 78    |       |
| 22. Juli | Édouard Sarasin                     | Schweizer Physiker                                                                                         | 74    |       |
| 23. Juli | Wenzel Abert                        | böhmischer Geiger, Bratschist und Komponist                                                                | 75    |       |
| 24. Juli | Ernst Bassermann                    | deutscher Politiker, MdR, Vorsitzender der Nationalliberalen Partei                                        | 62    |       |
| 24. Juli | Alfred Wolff                        | deutscher Klassischer Philologe und Gymnasiallehrer                                                        | 32    |       |
| 25. Juli | Julius Graebner                     | deutscher Architekt                                                                                        | 59    |       |
| 25. Juli | Heinrich Zugmayer                   | österreichischer Geologe und Unternehmer                                                                   | 76    |       |
| 26. Juli | Benno Danner                        | bayerischer Unternehmer, Stifter und Mitnamensgeber der Danner-Stiftung                                    | 59    |       |
| 27. Juli | Ferdinand Dickel                    | deutscher Lehrer und Naturforscher                                                                         | 63    |       |
| 27. Juli | Albert Findeiß                      | deutscher Alpinist                                                                                         | 31    |       |
| 27. Juli | Theodor Kocher                      | Schweizer Chirurg und Nobelpreisträger                                                                     | 75    |       |
| 27. Juli | Julius Nell                         | österreichischer Architekt des Historismus                                                                 | 62    |       |
| 28. Juli | Alfred Auger                        | französischer Jagdflieger während des Ersten Weltkriegs                                                    | 28    |       |
| 28. Juli | Ernst Sandberg                      | deutscher Mediziner                                                                                        | 67    |       |
| 28. Juli | Andrei Nikolajewitsch Seliwanow     | russischer General                                                                                         | 69    |       |
| 28. Juli | Waldemar Tietgens                   | deutscher Ruderer                                                                                          | 38    |       |
| 29. Juli | Ernst Bischoff-Culm                 | deutscher Maler                                                                                            | 47    |       |
| 30. Juli | Theodor Beck                        | deutscher Technikhistoriker und Unternehmer                                                                | 78    |       |
| 30. Juli | Joseph Freusberg                    | preußischer Beamter                                                                                        | 74    |       |
| 30. Juli | Jules Greindl                       | belgischer Diplomat und Bildhauer                                                                          | 81    |       |
| 30. Juli | Harrison Gray Otis                  | US-amerikanischer Verleger                                                                                 | 80    |       |
| 30. Juli | Ludwig von Stempel                  | deutscher Architekt des Historismus und bayerischer Baubeamter                                             | 66    |       |
| 30. Juli | Curt Steuernagel                    | deutscher Kunstturner                                                                                      | 32    |       |
| 31. Juli | Hedd Wyn                            | kymrischsprachiger Dichter                                                                                 | 30    |       |
| 31. Juli | Francis Ledwidge                    | irischer Dichter und Nationalist                                                                           | 29    |       |
| 31. Juli | Felix Lindner                       | deutscher Anglist                                                                                          | 68    |       |
| 31. Juli | Georgi Felixowitsch Sdanowitsch     | georgischer Publizist, Kritiker, Politiker und öffentlicher Aktivist                                       |       |       |
| 31. Juli | John A. Thayer                      | US-amerikanischer Politiker                                                                                | 59    |       |
|          | Luise Willig                        | deutsche Theaterschauspielerin                                                                             | 44    |       |

## August
| Tag        | Name                          | Beruf, bekannt als                                                                              | Alter | Beleg |
| ---------- | ----------------------------- | ----------------------------------------------------------------------------------------------- | ----- | ----- |
| 1. August  | Enric Prat de la Riba         | Präsident der Mancomunitat de Catalunya                                                         | 46    |       |
| 1. August  | Ludwig Rochus Schmidlin       | Schweizer römisch-katholischer Geistlicher, Pädagoge und Kirchenhistoriker                      | 71    |       |
| 1. August  | Franz Richter                 | deutscher klassischer Philologe, Religionswissenschaftler und Gymnasiallehrer                   | 34    |       |
| 1. August  | Christian August Volquardsen  | deutscher Althistoriker                                                                         | 76    |       |
| 2. August  | Eugen Fischer                 | deutscher Chemiker und Fabrikant                                                                | 63    |       |
| 2. August  | Michail Iwanowitsch Karinski  | russischer Logiker und Philosoph                                                                | 76    |       |
| 2. August  | Raphael Kirchner              | österreichischer Maler und Illustrator                                                          | 42    |       |
| 2. August  | Konrad Westermayr             | deutscher Maler des Spätimpressionismus                                                         | 34    |       |
| 3. August  | Eduard Ellenberger            | Landtagsabgeordneter Großherzogtum Hessen                                                       | 80    |       |
| 3. August  | Karl von Engelbrecht          | preußischer Generalleutnant und Militärattaché                                                  | 70    |       |
| 3. August  | Ferdinand Georg Frobenius     | deutscher Mathematiker                                                                          | 67    |       |
| 3. August  | Stéphane Javelle              | französischer Astronom                                                                          | 52    |       |
| 3. August  | Wilhelm Sievers               | Landtagsabgeordneter Waldeck                                                                    | 76    |       |
| 4. August  | Eugen Notz                    | Zisterzienser-Abt von Wettingen                                                                 | 60    |       |
| 4. August  | Cesare Ricotti-Magnani        | italienischer Generalleutnant und Politiker, Mitglied der Camera dei deputati                   | 95    |       |
| 5. August  | Wilhelm Brülle                | deutscher Turner                                                                                | 26    |       |
| 5. August  | Ernst Steiger                 | deutsch-US-amerikanischer Buchhändler, Zeitungsverleger und Publizist                           | 84    |       |
| 5. August  | Gustav Vulpius                | deutscher Apotheker                                                                             | 78    |       |
| 5. August  | Emil Wörner                   | deutscher Gymnasiallehrer und Klassischer Philologe                                             | 75    |       |
| 5. August  | H. Olin Young                 | US-amerikanischer Politiker                                                                     | 67    |       |
| 5. August  | Albrecht von Zitzewitz        | preußischer Gutsbesitzer und Politiker                                                          | 68    |       |
| 6. August  | Richard McBride               | kanadischer Politiker                                                                           | 46    |       |
| 7. August  | Edwin Harris Dunning          | britischer Offizier und Pilot                                                                   | 25    |       |
| 7. August  | Heinrich Karl Woynar          | österreichischer Botaniker                                                                      |       |       |
| 8. August  | Léon Monet                    | französischer Chemiker, Unternehmer und Kunstsammler                                            | 81    |       |
| 8. August  | Christian Adolf Rümelin       | deutscher Politiker                                                                             | 78    |       |
| 9. August  | Nicholas Chrysostom Matz      | französisch-amerikanischer römisch-katholischer Bischof von Denver                              | 67    |       |
| 9. August  | Wilhelm Strack von Weißenbach | württembergischer Generalmajor, Autor                                                           | 79    |       |
| 10. August | Symphorien Gaillemin          | französischer römisch-katholischer Geistlicher, Zisterzienser, Abt und Autor                    | 78    |       |
| 10. August | Max Schott von Schottenstein  | württembergischer General der Infanterie, Kriegsminister und Ministerpräsident                  | 80    |       |
| 11. August | Carl Rosendahl                | deutscher Konteradmiral                                                                         | 64    |       |
| 12. August | Pierre Gellé                  | französischer Schwimmer und Wasserballspieler                                                   |       |       |
| 12. August | Gustav Kampmann               | deutscher Maler und Graphiker                                                                   | 57    |       |
| 12. August | Ludwig Strasser               | deutscher Uhrmacher und Lehrer                                                                  | 63    |       |
| 13. August | Josef Büche                   | österreichischer Porträtmaler                                                                   | 69    |       |
| 13. August | Eduard Buchner                | deutscher Chemiker                                                                              | 57    |       |
| 13. August | Imre Lőrenthey                | ungarischer Paläontologe                                                                        | 50    |       |
| 14. August | Alois Koch                    | österreichischer Architekt                                                                      | 63    |       |
| 15. August | Philippine von Edelsberg      | österreichische Opernsängerin (Mezzosopran)                                                     | 78    |       |
| 15. August | August Ignatz Grosz           | österreichischer Genre- und Landschaftsmaler sowie Radierer                                     | 70    |       |
| 15. August | Gustav Körte                  | deutscher Klassischer Archäologe                                                                | 65    |       |
| 15. August | Florian Pojatzi               | österreichischer Industrieller                                                                  | 87    |       |
| 16. August | Wilhelm Morgner               | deutscher Maler des Expressionismus                                                             | 26    |       |
| 16. August | Marie Oesterley               | deutsche Malerin                                                                                | 74    |       |
| 17. August | John W. Kern                  | US-amerikanischer Politiker                                                                     | 67    |       |
| 18. August | Friedrich Graeber             | deutscher Architekt und Bauforscher                                                             | 68    |       |
| 18. August | Felizian Josef Moczik         | slowakischer Organist und Chorleiter                                                            | 55    |       |
| 19. August | Johannes Friedrich            | katholischer Theologe                                                                           | 81    |       |
| 19. August | Kikuchi Dairoku               | japanischer Mathematiker und Wissenschaftsorganisator                                           | 62    |       |
| 19. August | Leopold von Tettenborn        | deutscher Verwaltungsbeamter                                                                    | 64    |       |
| 19. August | Gustav Adolf Wayss            | deutscher Bauingenieur und Pionier des Stahlbetonbaus                                           | 65    |       |
| 20. August | Georg Aster                   | deutscher Architekt                                                                             | 68    |       |
| 20. August | Adolf von Baeyer              | deutscher Chemiker und Nobelpreisträger                                                         | 81    |       |
| 20. August | Elisabeth Hendrina Bax        | niederländische Stifterin                                                                       | 86    |       |
| 20. August | Robert von Mendelssohn        | deutscher Bankier, Kunstsammler, Mäzen, Politiker und Diplomat                                  | 59    |       |
| 20. August | Karl Josef Oehler             | deutscher Pilot                                                                                 |       |       |
| 21. August | Josef Beyer                   | österreichischer Bildhauer des Historismus                                                      | 74    |       |
| 21. August | Eduard von Dostler            | bayerischer Offizier, zuletzt Jagdflieger im Ersten Weltkrieg                                   | 25    |       |
| 21. August | August Lydtin                 | deutscher Tierarzt, Veterinärbeamter und Tierzuchtwissenschaftler                               | 83    |       |
| 21. August | Raoul Walter                  | österreichisch-deutscher Opernsänger des Stimmfachs Lyrischer Tenor                             | 54    |       |
| 22. August | Joseph Friedrich Bergmann     | deutscher Verleger                                                                              | 67    |       |
| 22. August | Wilhelm Gros                  | deutscher Fußballspieler                                                                        | 25    |       |
| 22. August | Georges Legrain               | französischer Zeichner und Ägyptologe                                                           | 51    |       |
| 22. August | Matthijs Maris                | niederländischer Maler, Radierer und Lithograf                                                  | 78    |       |
| 23. August | Felix Lincke                  | deutsch-schweizerischer Maschinenbauingenieur                                                   | 76    |       |
| 23. August | Victor Lwowski                | deutscher Unternehmer, Maschinenfabrikant                                                       | 75    |       |
| 23. August | Jakob Messikommer             | Schweizer Landwirt, Dichter und Archäologe                                                      | 89    |       |
| 23. August | Bernhard Oppermann            | deutscher Reichsgerichtsrat                                                                     | 64    |       |
| 24. August | Heinrich Prechtler            | österreichischer Theaterschauspieler                                                            | 58    |       |
| 24. August | Jakob Weismann                | deutscher Jurist und Hochschullehrer                                                            | 63    |       |
| 26. August | Amalie Bleibtreu              | österreichische Theaterschauspielerin                                                           | 82    |       |
| 26. August | Hermann Eichfeld              | deutscher Landschaftsmaler, Professor und Direktor der Großherzoglichen Gemäldegalerie Mannheim | 72    |       |
| 26. August | William Lane                  | australischer Utopist, Autor, Journalist und Arbeiterführer                                     | 55    |       |
| 27. August | Johann Karl Stadler           | österreichischer Baumeister und Architekt                                                       | 46    |       |
| 28. August | Otto Caspari                  | deutscher Philosoph und Historiker                                                              | 76    |       |
| 28. August | Theo van Hoytema              | niederländischer Maler, Lithograph und Illustrator                                              | 53    |       |
| 29. August | Paul Berthold                 | preußischer Landrat und Sozialpolitiker                                                         | 62    |       |
| 29. August | Albert Grey, 4. Earl Grey     | britischer Politiker, Mitglied des House of Commons, Generalgouverneur von Kanada               | 65    |       |
| 30. August | George Ford                   | US-amerikanischer Politiker                                                                     | 71    |       |
| 30. August | Max Fürst                     | deutscher Maler                                                                                 | 70    |       |
| 30. August | Adolf Köcher                  | deutscher Historiker, Hochschullehrer und Geheimer Studienrat                                   | 68    |       |
| 30. August | Alan Leo                      | englischer Autor, Theosoph und Astrologe                                                        | 57    |       |
| 30. August | Marquis Rafael Merry del Val  | spanischer Diplomat                                                                             |       |       |
| 30. August | Heinrich Pohlmann             | deutscher Bildhauer                                                                             | 77    |       |
| 31. August | Wilhelm Cordes                | deutscher Architekt und Friedhofsdirektor                                                       | 77    |       |
| 31. August | Heinrich Simroth              | deutscher Zoologe                                                                               | 66    |       |

## September
| Tag           | Name                                        | Beruf, bekannt als                                                                                    | Alter | Beleg |
| ------------- | ------------------------------------------- | --- | ----- | ----- |
| 1. September  | Eduard von Harnier                          | deutscher Rechtsanwalt                                                                                | 88    |       |
| 1. September  | Gottfried Heine                             | deutscher Lehrer, Musiker und Autor                                                                   | 68    |       |
| 1. September  | Edward de Veaux Morrell                     | US-amerikanischer Politiker                                                                           | 54    |       |
| 1. September  | Karl Theobald Schönfeld                     | Kreisrat und Landtagsabgeordneter Großherzogtum Hessen                                                | 81    |       |
| 2. September  | Lloyd Bryce                                 | US-amerikanischer Politiker                                                                           | 65    |       |
| 2. September  | Onorato Caetani                             | italienischer Großgrundbesitzer, Jurist und Politiker                                                 | 75    |       |
| 2. September  | Boris Wladimirowitsch Stürmer               | russischer Staatsmann                                                                                 | 69    |       |
| 3. September  | Otto Hartmann                               | deutscher Offizier und Jagdflieger im Ersten Weltkrieg                                                | 28    |       |
| 3. September  | Ecaterina Teodoroiu                         | rumänische Soldatin und Nationalheldin                                                                | 23    |       |
| 4. September  | Irving Wightman Colburn                     | US-amerikanischer Erfinder und Fabrikant                                                              | 56    |       |
| 4. September  | Treytorrens de Loys                         | Schweizer Offizier                                                                                    | 59    |       |
| 5. September  | Nissim de Camondo                           | französischer Offizier, Bankier und Luftwaffenpilot                                                   | 25    |       |
| 5. September  | John H. Foster                              | US-amerikanischer Politiker                                                                           | 55    |       |
| 5. September  | Albin Köbis                                 | deutscher Matrose, Teilnehmer an Matrosenrevolte 1917                                                 | 24    |       |
| 5. September  | Max Reichpietsch                            | Organisator der Antikriegsbewegung im Ersten Weltkrieg                                                | 22    |       |
| 5. September  | Marie Schröder-Hanfstängl                   | deutsche Opern- und Bühnensängerin (Sopran)                                                           | 70    |       |
| 5. September  | Walther Schwieger                           | deutscher Marineoffizier                                                                              | 32    |       |
| 5. September  | Marian Smoluchowski                         | österreichisch-polnischer Physiker                                                                    | 45    |       |
| 6. September  | Julius Böhm                                 | mährisch-österreichischer Organist, Komponist und Kirchenmusiker                                      | 66    |       |
| 7. September  | Paul Meyer                                  | französischer Romanist, Provenzalist und Mediävist                                                    | 77    |       |
| 7. September  | Carl Thiem                                  | deutscher Chirurg, Gründer des Neuen Städtischen Krankenhauses Cottbus                                | 66    |       |
| 7. September  | Chrétien Waydelich                          | französischer Krocketspieler                                                                          | 75    |       |
| 8. September  | Josef Hackhofer                             | österreichischer Architekt                                                                            | 54    |       |
| 8. September  | Charles Lefèbvre                            | französischer Komponist                                                                               | 74    |       |
| 8. September  | Israel Lewy                                 | deutsch-jüdischer Gelehrter                                                                           | 76    |       |
| 8. September  | Karl von Wenninger                          | bayerischer Offizier, zuletzt Generalleutnant und Führer des XVIII. Reserve-Korps im Ersten Weltkrieg | 56    |       |
| 9. September  | Madge Syers                                 | britische Eiskunstläuferin                                                                            | 35    |       |
| 10. September | August Brauer                               | deutscher Zoologe                                                                                     | 54    |       |
| 11. September | Georges Guynemer                            | französischer Jagdflieger während des Ersten Weltkriegs                                               | 22    |       |
| 11. September | Hans Heller                                 | deutscher Architekt und Innenarchitekt                                                                |       |       |
| 11. September | Winfield S. Kerr                            | US-amerikanischer Politiker                                                                           | 65    |       |
| 11. September | Albert Londe                                | französischer Fotograf, Mediziner und Chronofotograf                                                  | 58    |       |
| 11. September | Edmund Téry                                 | deutsch-ungarischer Arzt, Bergsteiger und Förderer des Tourismus                                      | 61    |       |
| 12. September | Désiré André                                | französischer Mathematiker                                                                            | 77    |       |
| 12. September | Eleonore Reuß zu Köstritz                   | durch Heirat Zarin von Bulgarien                                                                      | 57    |       |
| 13. September | Adalbert Colsman                            | deutscher Unternehmer                                                                                 | 77    |       |
| 13. September | Anton Mauss                                 | österreichischer römisch-katholischer Priester                                                        | 49    |       |
| 13. September | Felix Wissowa                               | deutscher Historiker und Bibliothekar                                                                 | 51    |       |
| 15. September | Kurt Wolff                                  | deutscher Jagdflieger im Ersten Weltkrieg                                                             | 22    |       |
| 16. September | Karl Lessing                                | deutscher Klassischer Philologe und Gymnasiallehrer                                                   | 64    |       |
| 17. September | Heinrich Hoeftman                           | deutscher Orthopäde                                                                                   | 66    |       |
| 17. September | Warwara Alexejewna Morosowa                 | russische Textilunternehmerin und Mäzenin                                                             | 68    |       |
| 17. September | Anton von Stadler                           | österreichisch-deutscher Maler                                                                        | 67    |       |
| 18. September | Charles Vandeleur Creagh                    | britischer Barrister und Kolonialgouverneur von Nord-Borneo                                           | 74    |       |
| 18. September | Ernst Hardt                                 | deutscher Landschaftsmaler der Düsseldorfer Schule                                                    | 47    |       |
| 19. September | Ernst Grumbt                                | deutscher Kaufmann, Unternehmer und Politiker, MdR                                                    | 77    |       |
| 19. September | Otto Kaemmel                                | deutscher Historiker                                                                                  | 73    |       |
| 20. September | José Gallegos y Arnosa                      | spanischer Maler, Bildhauer und Architekt                                                             | 58    |       |
| 20. September | Willi Schomann                              | deutscher Maler                                                                                       | 36    |       |
| 21. September | Louis Cottereau                             | französischer Radrennfahrer                                                                           | 48    |       |
| 21. September | Grete Trakl                                 | österreichische Musikerin (Pianistin) und eine Schwester des Dichters Georg Trakl                     | 26    |       |
| 22. September | George Hawkins                              | britischer Sprinter                                                                                   | 33    |       |
| 22. September | John Nichols                                | US-amerikanischer Politiker                                                                           | 82    |       |
| 23. September | Werner Voß                                  | deutscher Offizier und Jagdflieger im Ersten Weltkrieg                                                | 20    |       |
| 23. September | Edvard Westman                              | schwedischer Landschafts- und Marinemaler sowie Grafiker                                              | 52    |       |
| 24. September | Paul Thierfelder                            | deutscher Architekt und Erfinder                                                                      | 33    |       |
| 25. September | Thomas Ashe                                 | Gründungsmitglied der Irish Volunteers, irischer Hungerstreikender                                    | 32    |       |
| 25. September | Heinrich Aufhäuser                          | deutscher Bankier                                                                                     | 75    |       |
| 25. September | Otto Saly Binswanger                        | deutsch-amerikanischer Chemiker und Toxikologe                                                        | 63    |       |
| 25. September | Rudolf Dietelbach                           | deutscher Bildhauer                                                                                   | 69    |       |
| 25. September | William Edgcumbe, 4. Earl of Mount Edgcumbe | britischer Adliger, Höfling und Politiker, Mitglied des House of Commons                              | 83    |       |
| 25. September | Bernhard von Gaza                           | deutscher Ruderer                                                                                     | 36    |       |
| 25. September | Anton Puchegger                             | österreichischer Tierbildhauer im Übergang vom Jugendstil zum Expressionismus                         | 39    |       |
| 25. September | Frano Supilo                                | kroatischer Politiker und Journalist in Österreich-Ungarn                                             | 46    |       |
| 26. September | Hans von Blixen-Finecke senior              | schwedischer Dressurreiter                                                                            | 31    |       |
| 27. September | Edgar Degas                                 | französischer Maler und Bildhauer                                                                     | 83    |       |
| 27. September | Ebenezer J. Hill                            | US-amerikanischer Politiker                                                                           | 72    |       |
| 28. September | Fritz Frech                                 | deutscher Geologe und Paläontologe                                                                    | 56    |       |
| 28. September | Ignaz von Godin                             | bayerischer Generalmajor                                                                              | 51    |       |
| 28. September | Rudolf Nietzki                              | deutscher Chemiker                                                                                    | 70    |       |
| 28. September | Kurt Wissemann                              | Kampfpilot und Fliegerass im Ersten Weltkrieg                                                         | 24    |       |
| 29. September | Norman Hall                                 | US-amerikanischer Politiker                                                                           | 87    |       |
| 29. September | Alfons Juyol i Bach                         | katalanischer Bildhauer                                                                               | 55    |       |
| 30. September | Julius Emmerich                             | deutscher Architekt und preußischer Baubeamter                                                        | 83    |       |
| 30. September | Charles Napier Hemy                         | englischer Maler des Spätimpressionismus                                                              | 76    |       |
| 30. September | Karl Ernst Knodt                            | deutscher Dichter und evangelischer Pfarrer von Ober-Klingen                                          | 61    |       |
| 30. September | Patricio Montojo y Pasarón                  | spanischer Militär                                                                                    | 78    |       |
| 30. September | Hans Albrecht Wedel                         | deutscher Marineflieger im Ersten Weltkrieg                                                           | 28    |       |
|               | Ludwig Stark                                | deutscher Dramaturg, Spielleiter, Schauspieler und Professor in München                               | 65    |       |